# Tom Sito
Tom Sito est un scénariste, réalisateur, animateur et artiste de storyboard américain né le 19 mai 1956 à New York.

## Filmographie

### Réalisateur
- 1972 : T'as l'bonjour d'Albert
- 1985-1987 : She-Ra, la princesse du pouvoir (6 épisodes)
- 1986 : Ghostbusters (8 épisodes)
- 1987 : Propagandance
- 1987-1988 : Bravestarr (7 épisodes)
- 2006 : Legend of the Dragon (11 épisodes)
- 2006-2007 : Biker Mice from Mars (8 épisodes)
- 2007 : Guo bao zong dong yuan
- 2008 : Click and Clack's As the Wrench Turns (10 épisodes)
- 2011 : Ad and Subtract

### Scénariste
- 1987 : Propagandance
- 1994 : Le Roi lion
- 2006 : Biker Mice from Mars (1 épisode)
- 2011 : The Tiger
- 2011 : Ad and Subtract
- 2014 : Flash in the Pain

### Animateur
- 1976 : Journey Through Nutritionland
- 1976 : Isabella and the Magic Brush
- 1977 : Raggedy Ann and Andy: A Musical Adventure
- 1979 : Godzilla (13 épisodes)
- 1980 : Animalympics
- 1980 : Le Lapin de Pâques
- 1980 : Take Me Up to the Ball Game
- 1980 : Super Friends (8 épisodes)
- 1982 : Ziggy's Gift
- 1983 : Rock and Rule
- 1985 : Starchaser: The Legend of Orin
- 1987 : Pinocchio and the Emperor of the Night
- 1987 : Bravestarr (1 épisode)
- 1987 : Propagandance
- 1988 : Bravestarr : The Movie
- 1988 : Qui veut la peau de Roger Rabbit
- 1989 : Bobo Bidon
- 1989 : La Petite Sirène
- 1990 : Le Prince et le Pauvre
- 1991 : La Belle et la Bête
- 1992 : Aladdin
- 1993 : Le Voleur et le Cordonnier
- 1995 : Pocahontas : Une légende indienne
- 1998 : Paulie, le perroquet qui parlait trop
- 1998 : Fourmiz
- 1998 : Le Prince d'Égypte
- 1999 : How to Haunt a House
- 2000 : Dinosaure
- 2001 : Shrek
- 2001 : Osmosis Jones
- 2002 : Spirit, l'étalon des plaines
- 2003 : Les Looney Tunes passent à l'action
- 2005 : Le Fils du Mask
- 2006 : Flock of Dodos: The Evolution-Intelligent Design Circus
- 2007 : Never Say Macbeth
- 2007-2008 : Random! Cartoons (2 épisodes)
- 2010 : Yogi l'ours
- 2011 : Ad and Subtract

### Artiste de Storyboard
- 1976 : Isabella and the Magic Brush
- 1983 : Saturday Supercade (2 épisodes)
- 1983 : Rubik, the Amazing Cube
- 1983-1985 : Les Maîtres de l'Univers (114 épisodes)
- 1985 : Musclor et She-Ra, le secret de l'épée
- 1985 : T'as l'bonjour d'Albert (2 épisodes)
- 1985 : Le Défi des Gobots (60 épisodes)
- 1986 : Ghostbusters (65 épisodes)
- 1987 : Pinocchio and the Emperor of the Night
- 1988 : Bravestarr : The Movie
- 1989 : Les Nouvelles Aventures de Winnie l'ourson (1 épisode)
- 1999 : Fantasia 2000
- 2003 : Les Looney Tunes passent à l'action
- 2004 : Garfield
- 2005 : Le Fils du Mask
- 2006 : Ultimate Avengers 2
- 2008 : Judy M.D.: Super Surgeon
- 2008 : Sean
- 2008 : Lefty
- 2008 : Lady D
- 2008 : Georgy
- 2010 : Coyote Falls
- 2010 : Fur of Flying
- 2010 : Rabid Rider
- 2011 : Hop